# Klaus Kempter
Klaus Kempter (* 1964 in Stockach) ist ein deutscher Historiker.

## Leben und Wirken
Kempter studierte mittlere und neuere Geschichte an den Universitäten Tübingen und Heidelberg und wurde 1996 in Heidelberg mit einer Kollektivbiographie der deutsch-jüdischen Gelehrtenfamilie Jellinek promoviert, die international breit rezipiert wird. Dem Gewerkschaftsführer Eugen Loderer widmete er eine biographische Studie, die „den Blick auf die machtpolitischen Grundlagen des ‚Modell Deutschland‘“ und die innere Struktur der IG Metall eröffnet.
Mit einer Biographie des Holocaustforschers Joseph Wulf habilitierte er sich 2013 an der Philosophischen Fakultät der Universität Heidelberg. Kempter ist als Fakultätsgeschäftsführer der Neuphilologischen Fakultät an der Universität Heidelberg tätig und lehrt dort als Privatdozent am Historischen Seminar.
Von 2009 bis 2011 war er, gefördert durch die Deutsche Forschungsgemeinschaft, Wissenschaftlicher Mitarbeiter am Simon-Dubnow-Institut für jüdische Geschichte und Kultur an der Universität Leipzig.
In seinen zeithistorischen und ideengeschichtlichen Forschungen widmet sich Kempter insbesondere wirtschafts- und sozialgeschichtlichen Fragen.

## Schriften (Auswahl)

### Bücher
- Die Jellineks 1820–1955. Droste, Düsseldorf 1998, ISBN 978-3-7700-1606-8 (Zugleich: Dissertation, Universität Heidelberg, 1996).
- Eugen Loderer und die IG Metall. Biografie eines Gewerkschafters. Weinmann, Filderstadt 2003, ISBN 978-3-921262-30-6.
- mit Peter Meusburger (Hrsg.): Bildung und Wissensgesellschaft. Springer, Berlin/Heidelberg/New York 2006, ISBN 978-3-540-29516-7.
- Joseph Wulf. Vandenhoeck & Ruprecht, Göttingen 2013, ISBN 978-3-525-36956-2.[2]
- mit Martina Engelbrecht (Hrsg.): Krise(n) der Moderne. Über Literatur und Zeitdiagnostik. Winter, Heidelberg 2021, ISBN 978-3-8253-4682-9.

### Beiträge
- Judentum, Liberalismus, Nationalismus. Biographische Prägungen von Georg Jellineks politischer Persönlichkeit. In: Stanley L. Paulson, Martin Schulte (Hrsg.): Georg Jellinek. Beiträge zu Leben und Werk. Mohr Siebeck, Tübingen 2000, ISBN 978-3-16-147377-7, S. 53–65.
- Idee oder Struktur? Martin Broszat, Saul Friedländer und die Holocaustforschung. In: Zeitschrift für Ideengeschichte. Heft II/2, 2008, S. 114–117.
- Ein illusionsloser Humanist. Zum 75. Geburtstag von Louis Begley. In: Die Politische Meinung. Nr. 467, Oktober 2008, S. 49–51.
- Zur Institutionalisierung der Holocaustforschung. Joseph Wulf und das Internationale Dokumentationszentrum zur Erforschung des Nationalsozialismus. In: Katharina Rauschenberger (Hrsg.): Rückkehr in Feindesland? Fritz Bauer in der deutsch-jüdischen Nachkriegsgeschichte. Campus, Frankfurt/New York 2013, ISBN 978-3-593-39980-5, S. 85–106.
- Robert Kurz, die »Wertkritik« und die radikale Gesellschaftstheorie oder: Ist Karl Marx doch noch relevant für die Geschichte? In: WerkstattGeschichte. 72, 2016, S. 65–76.